# Знання (сайт)
Znanija.com — освітній проєкт, заснований у Польщі. Сайт призначений для студентів та викладачів. Доступний 13-ма мовами світу і має понад 60 мільйонів унікальних користувачів щомісяця з більш ніж 35 країн світу.
Вперше сайт був запущений у 2010 році у Польщі під доменним ім'ям Zadane.pl. Його завданням називали – надихнути студентів ділитися та отримувати знання у творчій спільноті, а також брати участь у одноранговій педагогічній допомозі. На сайті є елементи отримання балів у вигляді мотивації, і закликає користувачів брати участь в інтернет-спільноті, ставлячи запитання та відповідаючи на них допомагаючи іншим студентам .
Сайт був заблокований Роскомнаглядом на території Росії через відмову від видалення інформації про Вторгнення Росії в Україну.

## Про сайт
Сайт Знання.com – це соціальна спільнота навчання для студентів, що стимулює спільне навчання. Це соціальна медіа-платформа жорстко пов'язана з освітою та навчанням. Він використовує особливості соціальних мереж, щоб поєднати користувачів, які хочуть ділитися своїми знаннями в рамках інтернет-спільноти. Сайт присвячений початковій школі, середній школі та студентам, а також вчителям, батькам та педагогами. Метою є надихнути студентів, щоб навчатися в обстановці партнерства та розширити свої знання, орієнтуючись насамперед на виконання домашніх завдань.

## Історія
Спочатку сайт випущений під доменним ім'ям Zadane.pl, Компанія була заснована в 2010 році в Польщі, засновник Роман Краснов (нинішній генеральний директор), Данило Супрун та Діана Цхе. Перший етап — 1 млн унікальних користувачів на місяць, було досягнуто протягом 6 місяців після створення сайту. У січні 2017 року компанія запустила новий сайт — Znanija.com – перший міжнародний проект, який був присвячений російським учням та учням з країн СНД. Згодом запустилися кілька інших версій кількома мовами для наступних країн: Туреччина (eodev.com), Латинської Америки та Іспанії (brainly.lat) та Бразилії (brainly.com.br). У грудні 2013 року сім нових мовних версій сайту було видалено, внаслідок чого відбувся офіційний запуск англійської версії (brainly.com), індонезійська (сайт brainly.com.id), індійська (brainly.in), філіппінська (brainly.ph), тайська (brainly-thailand.com), румунська (brainly.ro) та італійська (brainly.it). Нині у компанії працює понад 60 осіб.

## Загальний огляд сайту
Сайт Знання присвячений студентам, яким потрібна допомога у виконанні домашніх завдань. Після реєстрації на сайті кожен може ставити запитання у спільноті, або допомогти іншим. Користувачі можуть залишати свої коментарі на кожне запитання та відповідь, також можуть вільно відповідати на запитання користувачів. Усі питання розподілені за темами, залежно від країни та школи.
Кожному користувачеві дається фіксована кількість балів під час реєстрації, які вони можуть використати, щоб ставити запитання.  Бали можна отримати за допомогу іншим учням та студентам, відповідаючи на їхні запитання, проте є й інші способи отримати бали, наприклад, виконати завдання від сайту. Крім того, автор питання отримує можливість вибрати одну з відповідей як найкращу, за це студенту зараховуються додаткові бали.

### Спільнота взаємодії
Соціальна взаємодія між користувачами зосереджена навколо коментарів до питань та відповідей. У травні 2018 року було відключено функцію надсилання особистих повідомлень. Однак, користувачі можуть писати модераторам та іншим користувачам зі спеціальними статусами. Також кожен зареєстрований може додавати інших користувачів у друзі.

### Статуси
На сайті існує система статусів. Є звичайні та функціональні статуси.
- Звичайні статуси є тими, які можна отримати, відповідаючи на запитання інших користувачів. Усього є 10 звичайних статусів: новачок, середнячок, хорошист, розумний, відмінник, вчений, почесний вчений, світило науки, професор, головний мозок.

- Функціональні статуси надають адміністратори Сервісу. Такі статуси не можна отримати, відповідаючи на запитання.

Користувач із функціональним статусом – це людина, яка має розширені можливості.
На сайті існують такі спеціальні статуси: спамаути (SpamOut), антиспамери, головний знавець-архіваріус, куратор спамаутів, шеф спамаутів, модератори, знавці та архіваріуси.
- СпамАути допомагають модераторам: видаляють спам, мат, заборонений контент, блокують порушників, видають попередження та бан.

- Антиспамери можуть видаляти всі категорії порушень та знімати позначки порушення, але не можуть надсилати відповіді на виправлення та приймати рішення, на відміну від модераторів.

- Модератори несуть відповідальність за забезпечення того, щоб якість питань, відповідей та соціальні взаємодії були надзвичайно високими та допомагають користувачам, відповідаючи на їхні запитання. Також їм нараховується 1 бал за кожну акцію (видалення питань, відповідей, коментарів, надсилання рішень на виправлення тощо).[11] Правильні відповіді модератори позначають значком «Перевірена відповідь». Якщо рішення містить невелику помилку, модератори можуть надіслати відповідь на виправлення. Деякі модератори можуть видаляти облікові записи порушників. Видалення модераторами облікового запису призводить до видалення всіх відповідей користувача незалежно від їх корисності, правильності та наявності інших відповідей.

- Архіваріуси та Знавці працюють у спеціальному архіві А2 та відповідають на старі питання. Архіваріуси, як і модератори, можуть ставити позначку «Перевірена відповідь».